# 扬科夫斯基半岛
扬科夫斯基半岛（俄语：Полуостров Янковского）或西吉密半岛（俄语：Полуостров Сидеми）是滨海边疆区哈桑区的半岛，将纳尔瓦湾和斯拉维扬卡湾分隔开，最高点海拔248米。别兹韦尔霍沃在半岛上。以当地企业家和学者米哈伊尔·伊万诺维奇·扬科夫斯基命名，該名學者在此半岛上有莊園。